# Dexméthylphénidate
Le dexméthylphénidate, commercialisé notamment sous les noms de Focalin et Attenade et aussi appelé d-thréo-méthylphénidate (D-TMP), est un stimulant du système nerveux central de la classe des phényléthylamines et pipéridines qui est utilisé pour traiter le trouble du déficit de l'attention avec ou sans hyperactivité (TDAH) et la narcolepsie.